# Norgesmesterskapet 1948
La Norgesmesterskapet 1948 di calcio fu la 43ª edizione del torneo. La squadra vincitrice fu il Sarpsborg, che vinse la finale contro il Fredrikstad con il punteggio di 1-0.

## Risultati

### Terzo turno
| Squadra 1       | Risultato      | Squadra 2        |
| --------------- | -------------- | ---------------- |
| Sarpsborg       | 2 – 1          | Solberg          |
| Skeid           | 4 – 2 (d.t.s.) | Aalesund         |
| Frigg           | 0 - 1          | Storm            |
| Drammens        | 1 - 2 (d.t.s.) | Lyn Oslo         |
| Mjøndalen       | 3 – 1          | Rakkestad        |
| Ørn             | 3 – 1 (d.t.s.) | Jevnaker         |
| Sandefjord BK   | 2 - 3          | Odd              |
| Pors            | 3 – 1          | Sandaker         |
| Herkules        | 1 - 3          | Fredrikstad      |
| Skiens Grane    | 2 - 3          | Sparta Sarpsborg |
| Viking          | 3 – 1          | Årstad           |
| Brann           | 1 – 1 (d.t.s.) | Vard Haugesund   |
| Djerv 1919      | 1 – 1 (d.t.s.) | Stavanger        |
| Kristiansund FK | 0 - 2          | Kvik             |
| Freidig         | 3 – 0          | Neset            |
| Ranheim         | 3 – 2          | Clausenengen     |

#### Ripetizione
| Squadra 1      | Risultato | Squadra 2  |
| -------------- | --------- | ---------- |
| Vard Haugesund | 0 - 2     | Brann      |
| Stavanger      | 5 – 1     | Djerv 1919 |

### Quarto turno
| Squadra 1        | Risultato      | Squadra 2 |
| ---------------- | -------------- | --------- |
| Sparta Sarpsborg | 2 – 1          | Pors      |
| Fredrikstad      | 4 – 0          | Ørn       |
| Lyn Oslo         | 1 - 2          | Ranheim   |
| Mjøndalen        | 2 – 2 (d.t.s.) | Brann     |
| Storm            | 0 - 3          | Viking    |
| Odd              | 1 - 3 (d.t.s.) | Freidig   |
| Stavanger        | 0 - 3          | Sarpsborg |
| Kvik             | 5 – 1          | Skeid     |

#### Ripetizione
| Squadra 1 | Risultato | Squadra 2 |
| --------- | --------- | --------- |
| Brann     | 1 - 4     | Mjøndalen |

### Quarti di finale
| Squadra 1   | Risultato | Squadra 2        |
| ----------- | --------- | ---------------- |
| Fredrikstad | 2 – 1     | Sparta Sarpsborg |
| Sarpsborg   | 2 – 1     | Ranheim          |
| Freidig     | 1 – 0     | Kvik             |
| Mjøndalen   | 0 - 1     | Viking           |

### Semifinali
| Squadra 1   | Risultato | Squadra 2 |
| ----------- | --------- | --------- |
| Sarpsborg   | 3 – 1     | Viking    |
| Fredrikstad | 3 – 1     | Freidig   |

### Finale
| Arbitro: | Narvestad |

|          |           |  |
| Yven 25’ | Marcatori |  |

#### Formazioni
| Sarpsborg (2-3-5) |  |                  |
|                   |  |                  |
| POR               |  | John Olsen       |
| DIF               |  | Finn Moen        |
| DIF               |  | Olaf Johansen    |
| CEN               |  | Gunnar Hansen    |
| CEN               |  | Gunnar Eide      |
| CEN               |  | Hjalmar Andresen |
| ATT               |  | Einar Fredriksen |
| ATT               |  | Jacob Johansen   |
| ATT               |  | Villy Andresen   |
| ATT               |  | Harry Yven       |
| ATT               |  | Knut Andersen    |